# Нела Кубуровић Кисић
Нела Кубуровић Кисић (Сарајево, 7. април 1982) српска је правница и политичарка. Она је бивша министарка правде у влади Ане Брнабић, претходно министарка правде у Другој влади Александра Вучића. Пре тога је била помоћник министра правде у Сектору за правосуђе.

## Биографија
Дипломирала је на Правном факултету Универзитета у Београду 2005. године са изузетним успехом. Током студија, похађала је двогодишњу наставу у оквиру програма „Правна клиника“. Била је стипендиста фонда за младе таленте Владе Републике Србије.
Од фебруара 2006. радила је у Првом општинском суду у Београду, где, након волонтерског стажа и приправничке праксе, постаје судијски помоћник. Правосудни испит положила је 2008. године.
Од децембра 2008. до августа 2009. године радила је у Министарству правде Републике Србије, као саветник за пружање стручне помоћи Високом савету правосуђа. Након образовања Административне канцеларије Високог савета судства, у августу 2009. године, засновала је радни однос у Сектору за нормативне послове, a од маја 2013. године била је начелник Одељења за статусна питања судија у Високом савету судства.
Била је ангажована у радним групама за израду Нацрта Етичког кодекса судија и Нацрта правилника за вредновање рада судија и председника судова, као и у раду Комисије за одлучивање о приговору судијских помоћника на решење председника суда о оцењивању. Учествовала је у студијским посетама Високом савету судства Краљевине Шпаније, Дисциплинским органима за судије у Француској, а током априла 2014. године била је на двонедељној пракси у Високом судском и тужилачком савету Босне и Херцеговине.
Говори енглески, а познаје шпански језик.
Удата је за Бојана Кисића, рођеног брата Дарије Кисић Тепавчевић.